# F/X, effet de choc
Cet article concerne le film réalisé par Robert Mandel. Pour la série télévisée, voir FX, effets spéciaux.
Série
F/X2, effets très spéciaux
Pour plus de détails, voir Fiche technique et Distribution.
F/X, effet de choc (F/X) est un film américain, réalisé par Robert Mandel et sorti en 1986.

## Synopsis
Un expert des effets spéciaux se voit contraint de "faire disparaître" un ancien criminel qui devait témoigner dans un procès contre la mafia...

## Fiche technique
- Réalisation : Robert Mandel
- Scénario : Robert T. Megginson et Gregory Fleeman
- Musique : Bill Conti
- Directeur artistique : Speed Hopkins
- Décors : Mel Bourne
- Costumes : Julie Weiss
- Photographie : Miroslav Ondrícek
- Montage : Terry Rawlings
- Producteur : Dodi Al-Fayed, Jack Wiener, Michael Peyser (exécutif)
- Distributeur :  États-Unis Orion Pictures,  France 20th Century Fox France
- Budget : 10 000 000 $
- Format : 1.85 : 1 - Technicolor
- Langue : anglais

## Distribution
- Bryan Brown  (VF : Richard Darbois)  : Roland "Rollie" Tyler
- Brian Dennehy  (VF : Marc de Georgi)  : Le lieutenant Leo McCarthy
- Cliff De Young  (VF : Guy Chapellier)  : Martin Lipton
- Mason Adams  (VF : Philippe Dumat)  : Colonel Mason
- Diane Venora : Ellen Keith
- Jerry Orbach  (VF : Pierre Hatet)  : Nicholas DeFranco
- Joe Grifasi  (VF : Mario Santini)  : L'inspecteur Mickey Gallion
- Martha Gehman  (VF : Micky Sébastian)  : Andy
- Jossie DeGuzman  (VF : Martine Meiraghe)  : Marisa Velez
- Roscoe Orman : Le capitaine Jake Wallenger
- Trey Wilson  (VF : Jacques Ferrière)  : Le lieutenant Murdoch
- Tom Noonan : Varrick
- Paul D'Amato : Gallagher
- Jean De Baer : Whitemore
- M'el Dowd : Joyce Lehman

## Autour du film
- Le film est produit par Dodi Al-Fayed, célèbre pour sa relation avec Lady Di. Il a également produit des films comme Les Chariots de feu, Breaking Glass, Hook ou la Revanche du Capitaine Crochet ou Les Amants du nouveau monde.
- Le film a connu une suite, F/X2, effets très spéciaux (1991), puis une adaptation en série télévisée, FX, effets spéciaux (1996-1998).
- Dans une scène chez Rollie, on voit sur le mur un poster du film d'horreur L'Enfer des zombies (Zombi 2). Le film I Dismember Mama est également mentionné à plusieurs reprises.On aperçoit aussi une photo de la créature du film Le Monstre est vivant de Larry Cohen.